# Pierre Lemonnier
Pierre Lemonnier (Saint-Sever-Calvados, 28 giugno 1675 – Saint-Germain-en-Laye, 27 novembre 1757) è stato un matematico e filosofo francese.

## Biografia
Nato in Normandia, fu professore di fisica al Collège d'Harcourt (Università di Parigi) e autore di un testo di filosofia che divenne il corso base dell'insegnamento della materia nelle scuole. Fu membro dell'Accademia delle scienze, dapprima, nel 1736, come studioso aggiunto di geometria, poi, nel 1736, come membro associato anziano.

Ebbe due figli famosi: Pierre Charles Le Monnier (1715–1799) astronomo, e Louis Guillaume Le Monnier (1717–1799), medico dei re Luigi XV e Luigi XVI, oltre che professore di botanica. Entrambi, come lui, furono membri dell'Accademia francese delle scienze.
Gli è stato dedicato un asteroide, 29187 Lemonnier .

## Opere
Pubblicò, in latino, il testo universitario in 6 volumi: Cursus philosophicus ad scholarum usum accomodatus, Parigi, 1750-1754:

Vol. I - Logica.
Vol. II - Metaphysica.
Vol. III - Physica Generalis. (Meccanica e Geometria)
Vol. IV - Physica Particularis 1. (Astronomia [ Tolemaica, Copernicana, Tychonica ], Ottica, Chimica, Studio della Gravitazione e confronti tra concezioni Newtoniane e Cartesiane).
Vol. V - Physica Particularis 2. (Meccanica dei fluidi, Anatomia umana, Magnetismo e una miscellanea di studi di Sismologia, Elettrologia, Metallurgia, Botanica, etc.)
Vol. VI - Moralis. (Con due appendici: Trigonometria e Studio delle Meridiane)